# Doro (plaats)
Doro is een bestuurslaag in het regentschap Pekalongan van de provincie Midden-Java, Indonesië. Doro telt 3918 inwoners (volkstelling 2010).